# Shapis
Shapis é um gênero de traça pertencente à família Arctiidae.